# Uncinia affinis
Uncinia affinis är en halvgräsart som först beskrevs av John William Colenso och Charles Baron Clarke, och fick sitt nu gällande namn av Bruce Gordon Hamlin. Uncinia affinis ingår i släktet Uncinia och familjen halvgräs. Inga underarter finns listade i Catalogue of Life.